# Парр, Мартин

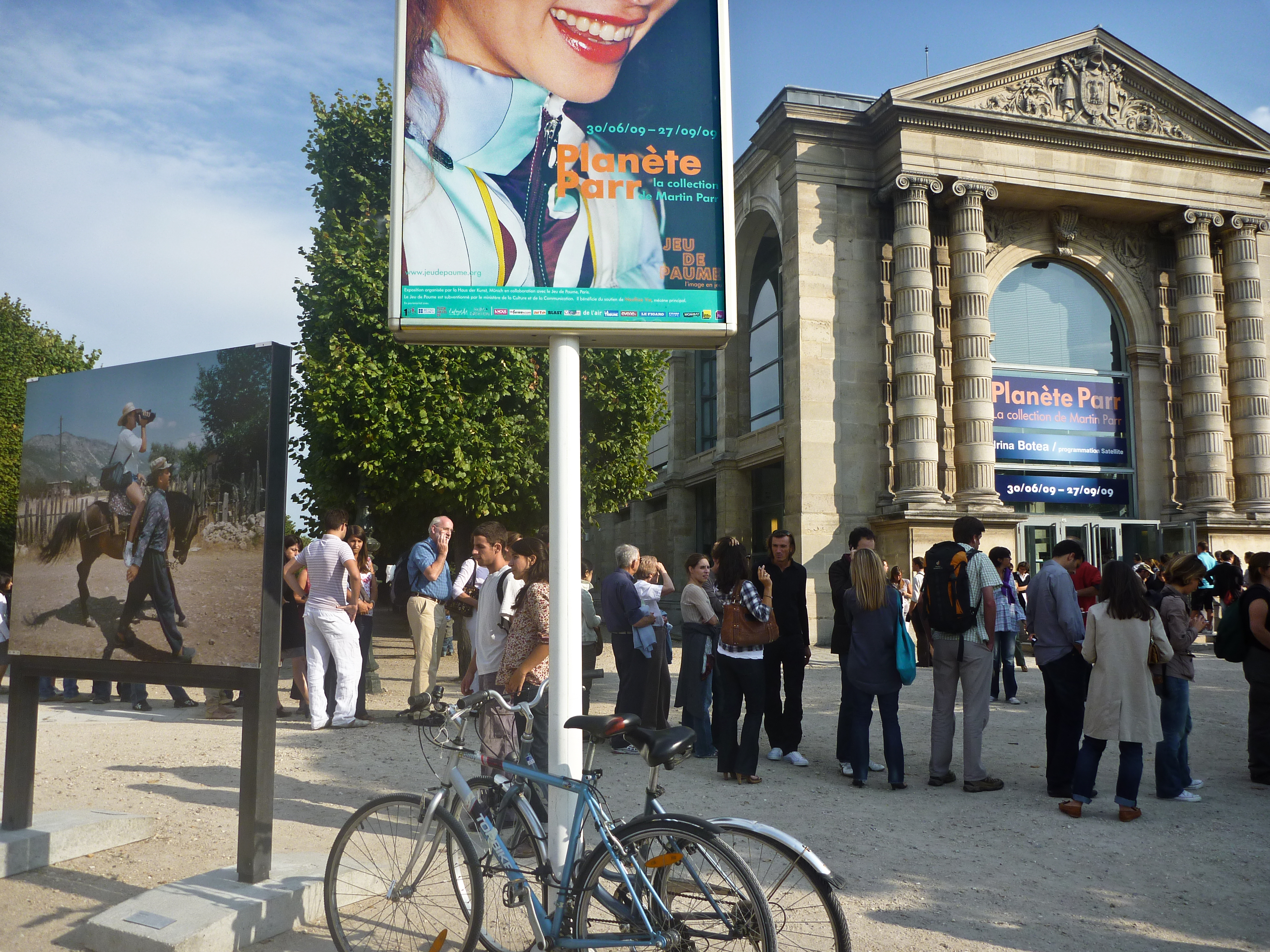
Выставка Планета Парр, Париж (2009)

Мартин Парр (англ. Martin Parr; род. 23 мая 1952, Эпсом, Суррей) — современный английский фотограф и фотожурналист, представитель документальной фотографии.
М. Парр изучал фотографию с 1970 по 1973 год в манчестерском университете Метрополитен (тогда — Политехникум. Кроме профессиональной фотографии занимался также преподавательской деятельностью. С 1994 года М. Парр — член агентства Магнум Фото — несмотря на то, что внутри этой организации существовала серьёзная оппозиция, не желавшая приёма фотохудожника. Ряд критиков рассматривали художественный стиль Парра как провокационный, а его фотографические работы — высмеиванием окружающих. Работает он как правило с малоформатной фотокамерой, используя вспышку (даже днём).
Работы Парра и в самом деле — в противоположность к привычному зрителю фотоискусству, скорее приукрашивающему действительность — показывают серую и скучную повседневность, безрадостное увядание стариков, уродливые и смешные стороны человеческого существования. Фотограф-документалист повседневности, М. Парр также и собиратель — подобных его работам снимков других фотографов, почтовых открыток, покрытых изображениями мелких предметов и товарных упаковок. Это своё собрание Парр публикует в нескольких альбомах и демонстрирует на выставках. Собственные фотоработы М. Парра выходят в свет также собранными в отдельные книги (которых вышло в свет уже более 20). Благодаря многочисленным успешным выставкам в США и Европе М. Парр в настоящее время является одним из самых известных британских фотохудожников.